# Aire d'attraction de Béziers
L'aire d'attraction de Béziers est un zonage d'étude défini par l'Insee pour caractériser l’influence de la commune de Béziers sur les communes environnantes. Publiée en octobre 2020, elle se substitue à l'aire urbaine de Béziers, qui comportait 40 communes dans le dernier zonage qui remontait à 2010.

## Définition
L’aire d’attraction d'une ville est composée d’un pôle, défini à partir de critères de population et d’emploi ainsi que d’une couronne constituée des communes dont au moins 15 % des actifs travaillent dans le pôle. Le pôle d’attraction constitue ainsi un point de convergence des déplacements domicile-travail,.

## Type et composition
L’aire d'attraction de Béziers est une aire intra-départementale qui comporte 53 communes dans l'Hérault.
Elle est catégorisée dans les aires de 200 000 à moins de 700 000 habitants, une catégorie qui regroupe 24,1 % de la population d'Occitanie et 18,5 % au niveau national.

### Carte

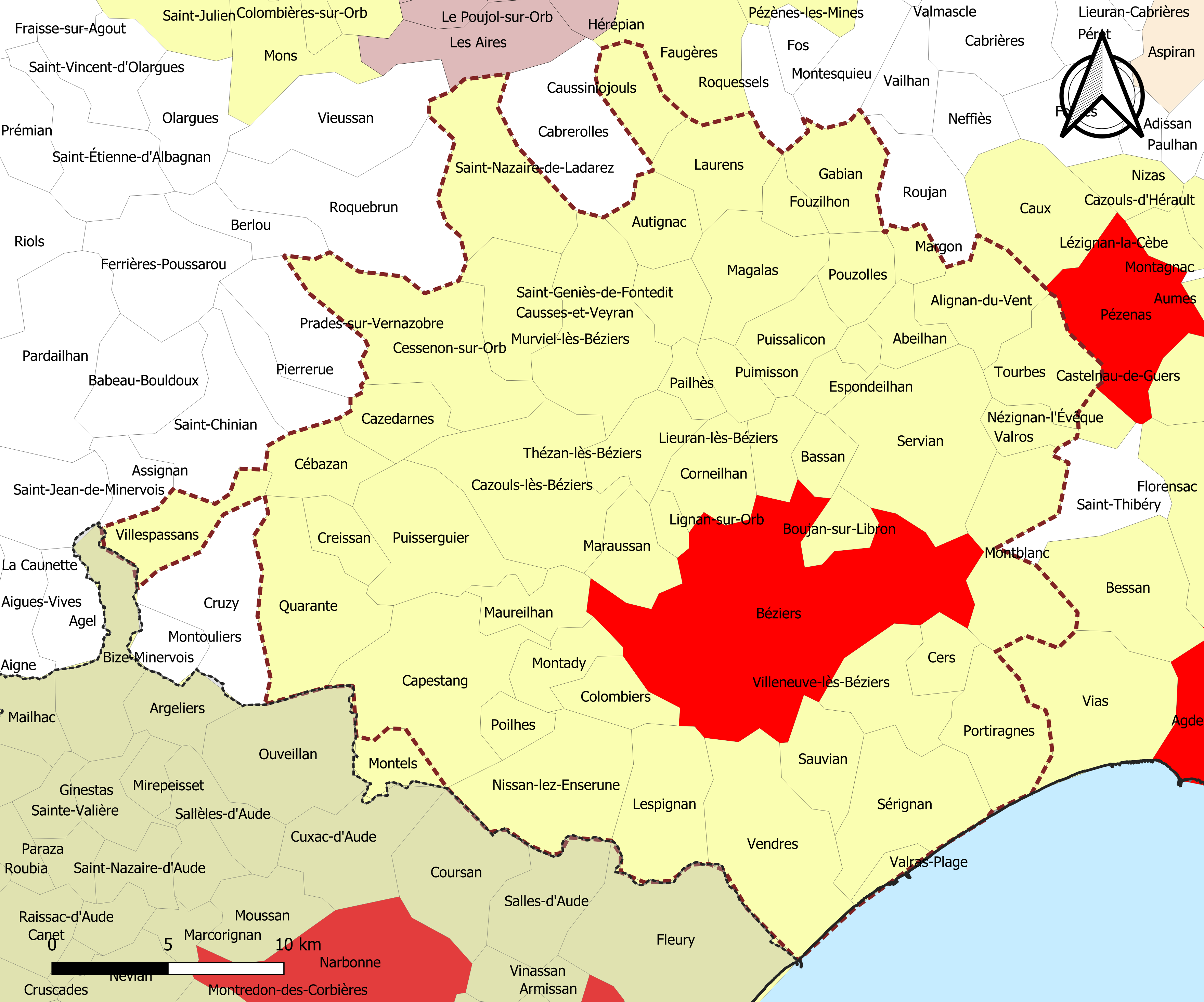
Carte de l'aire d'attraction de Béziers.
Commune-centre
Commune de la couronne

### Composition communale
| Catégorie               | Département | Communes | Communes |
| Catégorie               | Département | Nombre   | Libellé |
| ----------------------- | ----------- | -------- | --- |
| Commune-centre          | Hérault     | 1        | Béziers. |
| Communes de la couronne | Hérault     | 52       | Abeilhan, Alignan-du-Vent, Autignac, Bassan, Boujan-sur-Libron, Capestang, Causses-et-Veyran, Caussiniojouls, Cazedarnes, Cazouls-lès-Béziers, Cébazan, Cers, Cessenon-sur-Orb, Colombiers, Corneilhan, Coulobres, Creissan, Espondeilhan, Fouzilhon, Gabian, Laurens, Lespignan, Lieuran-lès-Béziers, Lignan-sur-Orb, Magalas, Maraussan, Margon, Maureilhan, Montady, Montblanc, Murviel-lès-Béziers, Nissan-lez-Enserune, Pailhès, Poilhes, Portiragnes, Pouzolles, Puimisson, Puissalicon, Puisserguier, Quarante, Saint-Geniès-de-Fontedit, Saint-Nazaire-de-Ladarez, Sauvian, Sérignan, Servian, Thézan-lès-Béziers, Tourbes, Valras-Plage, Valros, Vendres, Villeneuve-lès-Béziers, Villespassans. |